# スパート!/私、負けない!〜ハルカのテーマ〜
「スパート!／私、負けない! 〜ハルカのテーマ〜」（スパート／わたしまけない ハルカのテーマ）は、サトシ（松本梨香）／ハルカ（KAORI）のシングル。2006年6月28日にピカチュウレコードから発売された。

## 内容
- 「スパート!」はテレビ東京系『ポケットモンスター アドバンスジェネレーション』(AG) のオープニングテーマで、AGの準主人公であるハルカが自分について歌った「私、負けない! 〜ハルカのテーマ〜」は同アニメのエンディングテーマ。2曲ともAG最後の主題歌である。
- 「ビッグ・ニャース・デイ」はポケモン3D映画『ポケモン3Dアドベンチャー2 ピカチュウの海底大冒険』のエンディングテーマである。

## 収録曲
1. スパート! [2:58]
歌：サトシ（松本梨香）
作詞：戸田昭吾 作曲・編曲：たなかひろかず
2. 私、負けない! 〜ハルカのテーマ〜 [4:34]
歌：ハルカ（KAORI）
作詞：吉川兆二 作曲・編曲：西岡和哉
3. ビッグ・ニャース・ディ [3:19]
歌：ニャース（犬山イヌコ）&ノリノリガールズ
作詞：ピカチュウ学芸部 作曲・編曲：三留一純
4. スパート!（オリジナルカラオケ） [3:02]
5. 私、負けない! 〜ハルカのテーマ〜 （オリジナルカラオケ） [4:31]